# 武市安哉
武市 安哉（たけち あんさい/やすや、弘化4年4月1日（1847年5月15日） - 明治27年（1894年）12月2日）は、土佐藩出身の明治時代の日本の政治家であり、北海道を開拓した人物の一人である。
土佐勤王党を結成した武市半平太や、亀山社中（後の海援隊）を結成した坂本龍馬の親戚である。

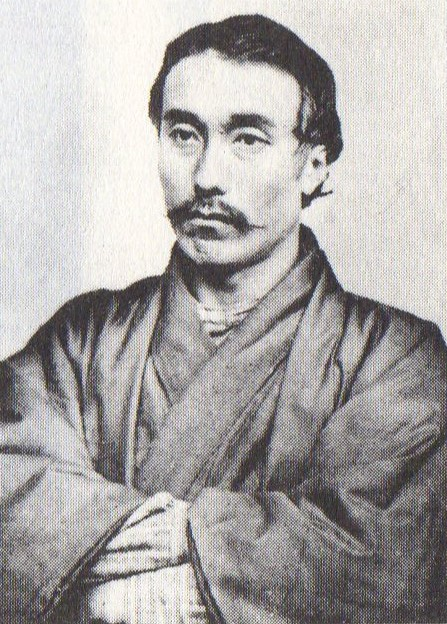
武市亡き後の聖園教会を支えた坂本直寛

## 生涯

### 初期
土佐国長岡郡大埇村住吉野（現・高知県南国市大埇）で、土佐藩郷士の武市家の分家に武市才次の長男として生まれた。1862年に15歳で本家の武市善之助より武市本家を相続する。1868年（慶応4年）には、土佐藩士として鳥羽・伏見の戦いに参加する。明治維新を迎え、1872年（明治5年）に小学校の教師となるが、1876年には小学校を辞して、立志学舎の学生とになる。立志学舎には、坂本龍馬の甥である坂本直寛も学んでいた。

### 県会議員時代
1879年（明治12年）に高知県会議員に出馬して当選し、1881年（明治14年）には県会議長に選出され、板垣退助らの率いる自由党の議員として活躍した。1885年（明治18年）に高知教会で、坂本直寛、山田平左衛門、片岡健吉と共に受洗してプロテスタントになり、生涯にわたり熱心に信仰する。1887年（明治20年）12月、三大事件建白で、片岡健吉、坂本直寛と共に京橋警察署に保安条例違反で逮捕される。その後、警視庁に送られ、東京地方裁判所で軽禁固2年6か月の判決を受けて、石川島監獄に投獄される。1889年（明治22年）に大日本帝国憲法の発布にあたり大赦により出獄し、故郷に帰る。

### 帝国議会議員時代
1892年（明治25年）第2回衆議院議員総選挙に自由党より出馬して当選する。その年の秋に、三大事件建白で投獄中の同志の慰問と、開拓用払い下げ問題の財務調査のために北海道に視察に行き、北海道開拓に興味を持つ。払い下げ用地のある石狩平野を視察する。以前より、親戚で盟友の坂本直寛(坂本龍馬の甥)が叔父の龍馬が明治維新前から北海道に着目し貿易の拠点にするはずであったという話を聞いており、武市は坂本と意見を重ねていた。武市が広大な石狩平野を見た時に。「いまこそこの地に、新しい故郷を作ろう、カナンの地を作ろう」と決意し、北海道への移住を決断する。
石狩より札幌に戻り、北海道庁長官の北垣国道と会見し払い下げの話をまとめた後、浦臼内の札的、晩生内、黄臼内、於札内などの樺戸集治監用地を視察して、払い下げを申請する。高知県に戻ると高知殖民会規則を作成して、高知殖民会を設立、北海道移住者の募集を始める。板垣退助、土方久元、谷干城、福岡孝弟、片岡健吉らが協賛する。

### 北海道開拓
1893年（明治26年）、衆議院議員を辞職し、キリスト教に基づく理想のまちづくりを夢見て北海道に渡る。樺戸郡浦臼の原野に、高知県からともに移住したキリスト教徒26名と入植する。7月に武市を含めた第1次移住者27名は高知の浦戸から帆船で北上し、北海道小樽港から北海道に上陸する。陸路は炭鉱汽船の貨車で峰延まで行き、そして徒歩で7月13日に浦臼内の札的に着いた。武市はここを聖園農場と名付けクリスチャンの理想郷と教会（現日本キリスト教会聖園教会）、浦臼小学校の設立、運営する。最初に、高知移住者に以下の誓約を示した。
1. いかに多忙の時にも、日曜日には業を休みて礼拝に出席すること。
2. 農場内に於いて、何人も酒類の売買をせぬこと、また何人も飲酒すまじきこと

掘っ建小屋を「祈りの家」として、開拓移住民の信仰的指導訓練のために礼拝を開始する。その年、10月に聖園教会に日本基督教会小樽教会牧師光小太郎が来援し、9名が受洗する。

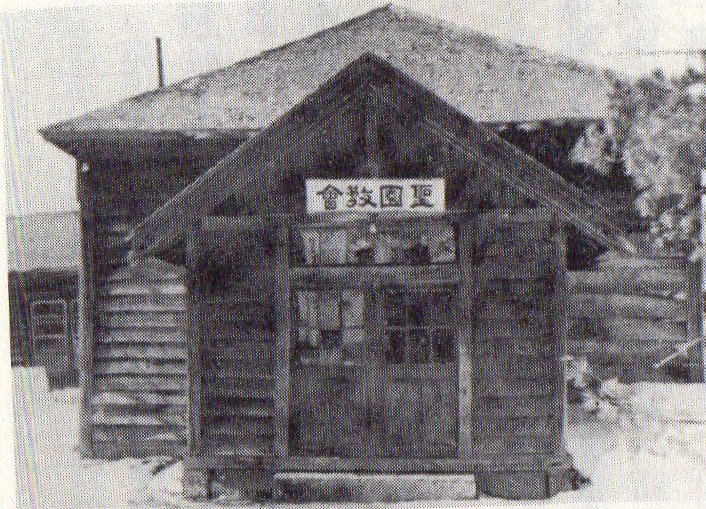
武市の死の3年後、1897年(明治30年)11月に浦臼村に建設された日本基督教浦臼教会の新会堂

1894年（明治27年）12月、高知県に一度帰郷して北海道に戻る途中、青函連絡船の船中にて脳溢血で死去した。このとき、末娘の時代（ときよ）が同船していた。聖園農場の経営は安哉の没後、親族である坂本直寛に引き継がれた。
聖園農場はその後分解するが、坂本が聖園を足場に北見北光社、遠軽などへのキリスト教的な開拓が展開する。聖園教会は日本基督教会に所属して、今日も存在している。

## 子孫
- 武市時代（末娘） - 青函連絡船で急逝した安哉に同行していた。時代の息子は牧師（後に大学教授）となり、娘も牧師となった。
- 倉田澄子（曾孫） - 栄養学者
- 芳賀力（曾孫） - 牧師、大学教授、神学者

## 家族・親族
- 前田寅次（甥） - 写真家　養子に入った本家、武市善之助の娘、直（ナホ）の次男で、渡米し、写真家となった。

### 事典
- 『日本キリスト教歴史大事典』教文館、1988年。ISBN 4-7642-4006-8。
  - 金田隆一「聖園教会」『日本キリスト教歴史大事典』1988年、123頁。
  - 金田隆一「武市安哉」『日本キリスト教歴史大事典』1988年、123頁。
  - 金田隆一「坂本直寛」『日本キリスト教歴史大事典』1988年、123頁。